# Deutsch Aktuell
Deutsch Aktuell – ogólnopolski dwumiesięcznik dla uczących się języka niemieckiego wydawany nieprzerwanie od października 2003 roku przez firmę Colorful Media.
Artykuły (z opracowanym słownictwem) dotyczą wydarzeń społeczno-kulturalnych, tradycji i obyczajów Niemiec, Szwajcarii i Austrii, znanych ludzi, ciekawych miejsc, czasu wolnego, rozrywki, sportu, muzyki itp. Wybrane artykuły można odsłuchać w formacie MP3. Do każdego numeru Czytelnicy mogą pobrać ze strony pisma listę słówek oraz arkusz pracy dla nauczyciela.

## Adres redakcji
Colorful Media, ul. Lednicka 23, 60-413 Poznań

## Wydania specjalne
- listopad 2017 - Deutsch für Anfänger - Niemiecki dla początkujących
- kwiecień 2017 - Deutsch Aktuell. Berlin
- październik 2016 - Deutsch Aktuell. Wirtschaftsdeutsch
- lipiec 2013 - Deutsch Aktuell. Szwajcaria i Austria

## Pozostałe czasopisma językowe Colorful Media
- English Matters
- Business English Magazine
- Français Présent
- ¿Español? Sí, gracias
- ОСТАНОВКА: РΟССИЯ!
- Italia Mi piace!